# بهلول لودی

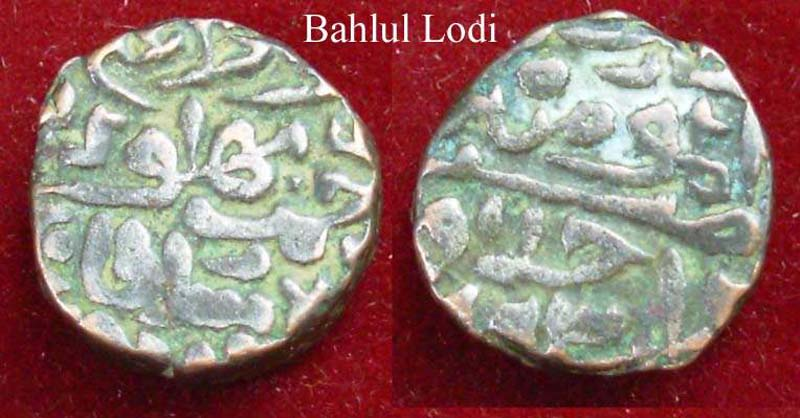
سکه ای از بهلول لودی از یک کلکسیون شخصی

بهلول لودی یک پشتون از قوم غلجایی غزنی بود همچنان او (درگذشت: ۱۴۸۹ م.) بنیانگذار خاندان لودی از سلاطین دهلی بود.
بهلول خان لودی، اولین حاکم خاندان لودی بود که در خدمت محمد شاه خضرخانی می‌زیست و در سال ۸۵۵ ه به حکومت دهلی دست یافت و مدت چند سال با ملوک شرق جنگید. پس از بهلول، از میان سه فرزندش، بزرگترین آنها یعنی نظام خان ملقب به سکندر لودی به جای پدر نشست و با طغیان برادرانش عالم خان و باریک شاه روبرو شد. ولی بر آنها غلبه کرد. او بسیاری از معابد هندوها را ویران نموده و به جای آنها مساجد متعدد بنا نهاد.